# 霊王 (周)
霊王（れいおう、? - 紀元前545年10月25日）は、中国の春秋時代の周の王。姓は姫、名は泄心。

## 生涯
周の簡王の子として生まれた。紀元前572年9月、簡王が死去すると、霊王は即位した。
紀元前568年、霊王は王叔陳生を晋に派遣して、周室が戎に圧迫されていると訴えさせた。晋は王叔陳生を拘束した。
紀元前563年、王叔陳生と伯輿が政権を争ったが、霊王は伯輿に味方した。王叔陳生は晋に亡命した。
紀元前561年、霊王は斉に王后を出すよう求めた。
紀元前552年、晋の欒盈が成周を通過したとき、成周の西郊で略奪に遭った。欒盈が周の行人に訴えると、霊王は司徒に命じて略奪品を返還させ、欒盈を送り出させた。紀元前549年、斉に郟を築城させた。紀元前547年、晋の韓起と面会した。
霊王21年11月25日（紀元前545年10月25日）、霊王は死去し、子の姫貴（景王）が即位した。
霊王の子に太子晋・王子佞夫・姫貴（景王）・姫還・姫姑・姫潑・姫弱・姫鬷・姫延・姫定・姫稠・姫趙車らがいたが、その多くは戦乱に巻き込まれて殺害された。